# Kantony w Federacji Bośni i Hercegowiny

Kantony w Federacji Bośni i Hercegowiny.

Zgodnie z boszniacko-chorwackim porozumieniem waszyngtońskim, podpisanym 18 marca 1994, Federacja Bośni i Hercegowiny - jedna z dwóch części składowych Bośni i Hercegowiny - stanowi federację dziesięciu podmiotów zwanych kantonami (serb. кантони, bośn. kantoni, chorw. županije). Kantony podzielone są na 79 gmin (bośn. općine).
Na dziesięć istniejących kantonów: w pięciu występuje większość boszniacka, w trzech – większość chorwacka, a dwa są mieszane (obowiązują w nich szczególne zasady sprawowania władzy, uwzględniające parytety etniczne).
Każdy z kantonów posiada szeroki zakres samorządu, własny rząd i inne władze, pochodzące z lokalnego wyboru.
Podobnie jak cała struktura polityczno-administracyjna Bośni i Hercegowiny, również liczba, granice i istnienie kantonów są kwestionowane w tarciach pomiędzy narodowościami.
Dla odróżnienia – Republika Serbska, druga część składowa Bośni i Hercegowiny, jest jednostką unitarną, podzieloną na 7 regionów i 63 gminy.

## Wykaz kantonów
| Herb | Numer | Nazwa                                                                                               | Siedziba władz | Powierzchnia w km² | Ludność (2013) | Boszniacy | Chorwaci | Serbowie |
| ---- | ----- | --------------------------------------------------------------------------------------------------- | -------------- | ------------------ | -------------- | --------- | -------- | -------- |
|      | 1     | Kanton uńsko-sański Unsko-sanski kanton Unsko-sanska županija                                       | Bihać          | 4125,0             | 287 998        | 94,3      | 1,8      | 3,4      |
|      | 2     | Kanton posawski Posavski kanton Županija Posavska                                                   | Orašje         | 324,6              | 40 513         | 14,6      | 82,8     | 1,8      |
|      | 3     | Kanton tuzlański Tuzlanski kanton Tuzlanska županija                                                | Tuzla          | 2649,0             | 497 813        | ok. 90    | ok. 5    | ?        |
|      | 4     | Kanton zenicko-dobojski Zeničko-dobojski kanton Zeničko-dobojska županija                           | Zenica         | 3334,3             | 400 848        | 83,6      | 13,0     | 2,5      |
|      | 5     | Kanton bośniacko-podriński Bosansko-podrinjski kanton Bosansko-podrinjska županija                  | Goražde        | 504,6              | 33 662         | 98,6      | 0,1      | 1,2      |
|      | 6     | Kanton środkowobośniacki Srednjobosanski kanton Županija Središnja Bosna                            | Travnik        | 3189               | 255 648        | 43,2      | 38,8     | 12,0     |
|      | 7     | Kanton hercegowińsko-neretwiański Hercegovačko-neretvanski kanton Hercegovačko-neretvanska županija | Mostar         | 4401               | 226 632        | 46,5      | 50,5     | 2,5      |
|      | 8     | Kanton zachodniohercegowiński Zapadnohercegovački kanton Županija Zapadnohercegovačka               | Široki Brijeg  | 1362,2             | 81 833         | ?         | ponad 95 | ?        |
|      | 9     | Kanton sarajewski Kanton Sarajevo Sarajevska županija                                               | Sarajewo       | 1276,9             | 421 289        | 79,6      | 6,7      | 11,2     |
|      | 10    | Kanton dziesiąty Kanton 10 Županija br. 10                                                          | Livno          | 4934,1             | 81 396         | 8,2       | 79,0     | 12,4     |
|      |       | Federacja Bośni i Hercegowiny Federacija Bosne i Hercegovine                                        | Sarajewo       | 26 109,7           | 2 327 195      | 72,9      | 21,8     | 4,4      |
|      |       | Bośnia i Hercegowina Bosna i Hercegovina Босна и Херцеговина                                        | Sarajewo       | 51 129,0           | 4 590 310      | 48        | 16       | 37       |

Uwagi do powyższej tabeli:
1. Dane o liczbie ludności i udziałach poszczególnych narodowości są szacunkowe, bądź przybliżone.
2. Herb Federacji Bośni i Hercegowiny w 2007 został uznany przez Trybunał Konstytucyjny Bośni i Hercegowiny za niezgodny z konstytucją i wycofany z oficjalnego użycia. Nowy herb dotychczas nie został przyjęty.
3. Herb kantonu dziesiątego i jego chorwacka nazwa „Herceg-Bosna” w 1998 zostały uznane przez Trybunał Konstytucyjny Bośni i Hercegowiny za niezgodne z konstytucją i wycofane z oficjalnego użycia. Są jednak nadal używane przez władze kantonu.